# Café Seerose

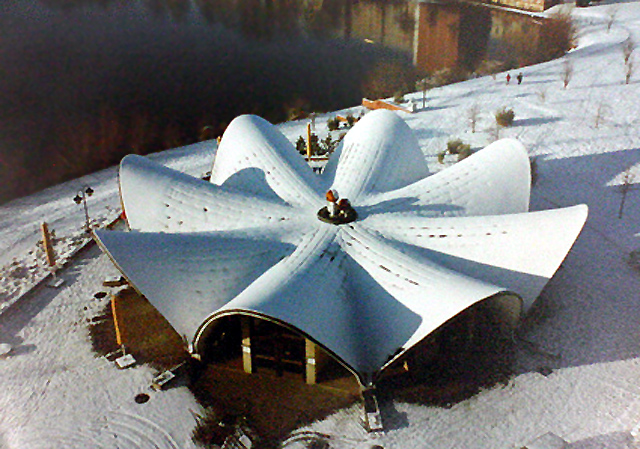
Vista aerea della copertura

Il Café Seerose (letteralmente: "Caffè Ninfea") è un edificio ad uso di caffè della città tedesca di Potsdam.
A motivo della particolarità strutturale della copertura, progettata dall'ingegnere Ulrich Müther, è posto sotto tutela monumentale (Denkmalschutz).

## Storia
L'edificio venne costruito nel 1983 come parte del nuovo complesso residenziale di Wilhelm-Kulz-Straße, progettato dall'architetto Dieter Athing per conto dell'impresa edilizia VEB Stadtbau Potsdam.
La struttura della copertura venne disegnata dall'ingegnere Ulrich Müther, uno dei pochi professionisti tedesco-orientali ad avere raggiunto notorietà internazionale, specializzato in costruzioni di questo genere.
Nel 2006, alla scadenza del contratto d'affitto dell'esercizio commerciale, il precario stato di conservazione dell'edificio ne fece temere l'abbattimento, analogamente a quanto avvenuto nel 2000 per il ristorante Ahornblatt di Berlino, anch'esso progettato da Müther e distrutto nonostante fosse tutelato.
Dopo alcuni anni di incertezze, il Seerose venne infine restaurato dal 2013 al 2014; riaperto, ospita oggi il caffè Sandbar.

## Caratteristiche
L'edificio, posto sulla riva della Havel, conta un solo piano ed ha pianta ottagonale. L'interno è diviso esattamente a metà: la parte meridionale, affacciata verso il fiume, ospita la sala per gli avventori, in origine per circa 100 posti; la parte settentrionale, rivolta verso la città, ospita i locali tecnici e di servizio.
La copertura, ispirata alle opere del messicano Félix Candela e in particolare al ristorante "Los Malantiales" di Xochimilco, si basa su una struttura in cemento armato a paraboloidi iperbolici molto sottili (dai 6 ai 10 centimetri). A causa della vicinanza al fiume Havel, le fondamenta dell'edificio poggiano su 104 pali in cemento armato che stabilizzano il terreno.
La forma del piccolo edificio si trova in forte contrasto con i grandi edifici residenziali prefabbricati che lo contornano, e instaura un dialogo architettonico con la "moschea" neomoresca sita poco distante sulla stessa riva del fiume.

### Fonti
- (DE) Lucas Elmenhorst, Seerose, in Architekturführer Potsdam, Berlino, Reimer, 2006,  p. 101, ISBN 978-3-496-01325-9.
- (DE) Katharina Schreiber e Christian Klusemann, Café Seerose, in Christian Klusemann (a cura di), Das andere Potsdam. DDR-Architekturführer. 26 Bauten und Ensembles aus den Jahren 1949 – 1990, Berlino, Vergangeheits-Verlag, 2016,  pp. 227-233, ISBN 978-3-86408-200-9.

### Testi di approfondimento
- (DE) Dieter Ahting, Café „Seerose“ in Potsdam, in Architektur der DDR, n. 9, Berlino (Est), VEB Verlag für Bauwesen, 1986,  pp. 552-553, ISSN 0323-3413 (WC · ACNP).